# Deep Shadows and Brilliant Highlights
Deep Shadows and Brilliant Highlights é o terceiro álbum de estúdio da banda finlandesa HIM, lançado em 2001. Antti J. Ravelin da AllMusic deu uma nota de 2,5/5, descrevendo-o como "totalmente chato" e as músicas como "sem ganchos". Em geral, ele descreveu Deep Shadows and Brilliant Highlights como um "fracasso horrível" musicalmente.
| Críticas profissionais | Críticas profissionais |
| Avaliações da crítica  | Avaliações da crítica  |
| Fonte                  | Avaliação              |
| ---------------------- | ---------------------- |
| AllMusic               | [ 1 ]                  |

## Faixas
1. "Salt in Our Wounds" – 3:57
2. "Heartache Every Moment" – 3:56
3. "Lose You Tonight" – 3:42
4. "In Joy and Sorrow" – 4:00
5. "Pretending" – 3:54
6. "Close to the Flame" – 3:47
7. "You Are the One" – 3:25
8. "Please Don't Let It Go" – 4:28
9. "Beautiful" – 4:33
10. "In Love and Lonely" – 3:46
11. "Don't Close Your Heart" – 4:38
12. "Love You Like I Do" – 5:14
13. "Again"
14. "Pretending" (Cosmic Pope Jam)